# Trichomachimus opulentus
Trichomachimus opulentus är en tvåvingeart som först beskrevs av Walker 1851.  Trichomachimus opulentus ingår i släktet Trichomachimus och familjen rovflugor. Inga underarter finns listade i Catalogue of Life.